# Allocassine laurifolia
Allocassine laurifolia är en benvedsväxtart som först beskrevs av William Henry Harvey, och fick sitt nu gällande namn av Norman Keith Bonner Robson. Allocassine laurifolia ingår i släktet Allocassine och familjen Celastraceae. Inga underarter finns listade.